# أتش سي أل تك
أتش سي أل للتكنولوجيا المحدودة ، d / b / a أتش سي أل تك (المعروفة سابقًا باسم هندوستان للحاسبات بي في تي. المحدودة ) ، هي شركة هندية متعددة الجنسيات لخدمات واستشارات تكنولوجيا المعلومات (IT) مقرها في نويدا . مؤسس أتش سي أل تك هو شيف نادار . ظهرت كشركة مستقلة في عام 1991 عندما دخلت أتش سي أل في أعمال خدمات البرمجيات. تمتلك الشركة مكاتب في 52 دولة وأكثر من 225944 موظفًا.
أتش سي أل تك مدرجة في قائمة فوربس غلوبال 2000 . وهي من بين أكبر 20 شركة متداولة علنًا في الهند بقيمة سوقية تبلغ  كرور روبية اعتبارًا من مارس 2022. إنها واحدة من أكبر شركات التكنولوجيا الكبرى (الهند) .